# 末広 (三木市)
末広（すえひろ）は、兵庫県三木市の大字。旧・美嚢郡三木町大字末広。郵便番号は673-0403。

## 地理
三木地区西側の沖積平野、美嚢川中流左岸に位置し、1丁目から3丁目までが置かれる。古くから官庁街と商業地として機能していた。現在は商業地と住宅地が混在している。東側は府内・南側は福井、本町・西側は別所町高木、大村・北側は平田、加佐と接する。

## 歴史

### 沿革
- 1954年7月1日 - 三木市を新設し、三木市末広になる。[2]

### 字域の変遷
| 実施前               | 実施年       | 実施後     |
| -------------------- | ------------ | ---------- |
| 美嚢郡三木町大字末広 | 1954年7月1日 | 三木市末広 |

## 小・中学校の学区
| 大字 | 番地 | 小学校             | 中学校             |
| ---- | ---- | ------------------ | ------------------ |
| 末広 | 全域 | 三木市立三樹小学校 | 三木市立三木中学校 |

## 交通

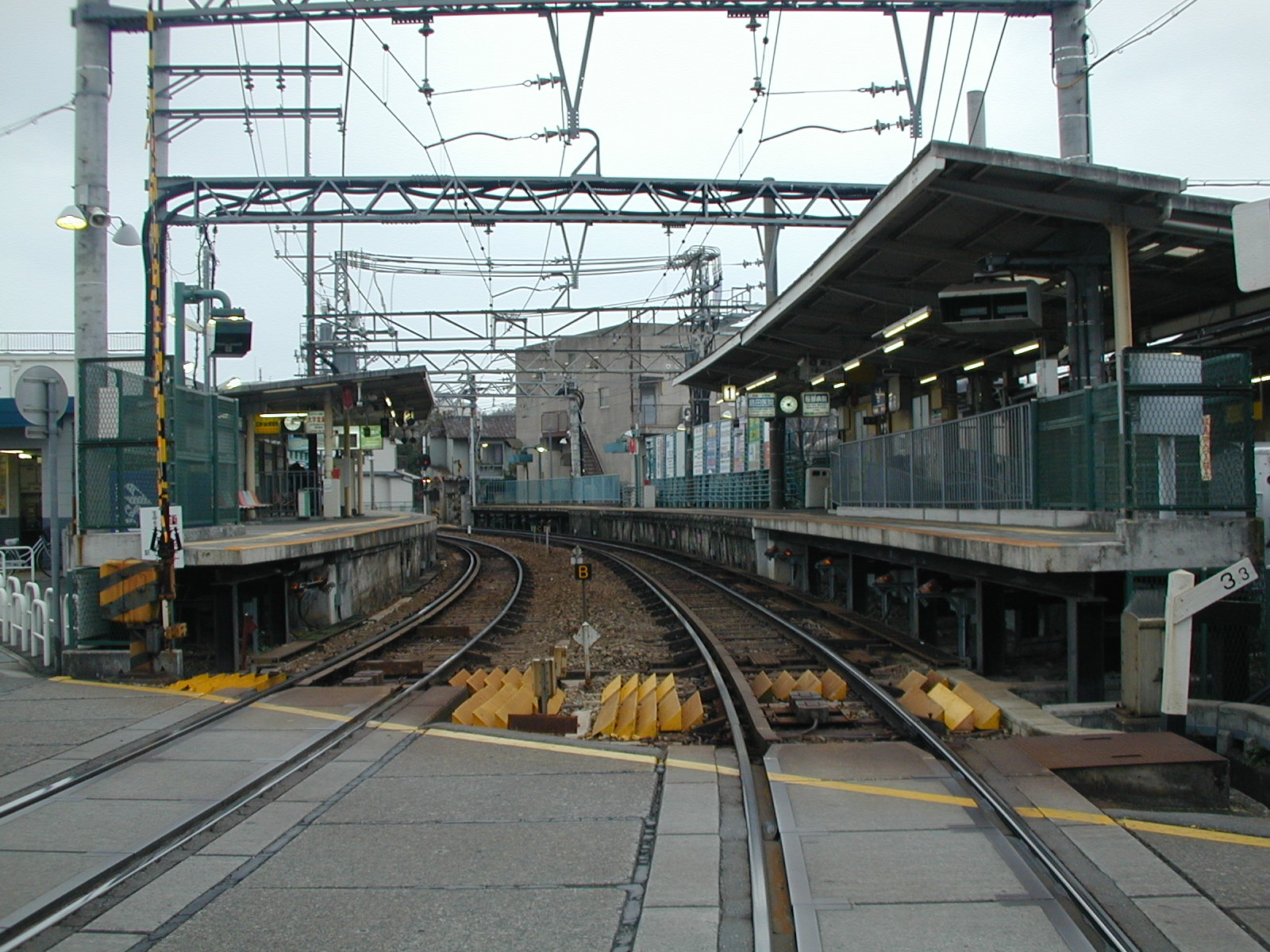
神戸電鉄三木駅

### 鉄道
- 神戸電鉄粟生線 - 三木駅 (神戸電鉄)が置かれる。

### バス
- 神姫バス
  - 西脇急行線
  - 恵比須快速線　2012年7月1日より一部の便が三木営業所発着になったため、当区域内にある福有橋停留所でも乗降客取扱いを再開。ただし、2015年10月現在、上り(神戸方面)は早朝のみ、下り(三木営業所行)は夜間のみ[4][5]と、2015年4月1日以降大きく減便された状態である。
- みっきぃバス

### 道路
- 兵庫県道23号三木宍粟線

## 施設

### 公共施設

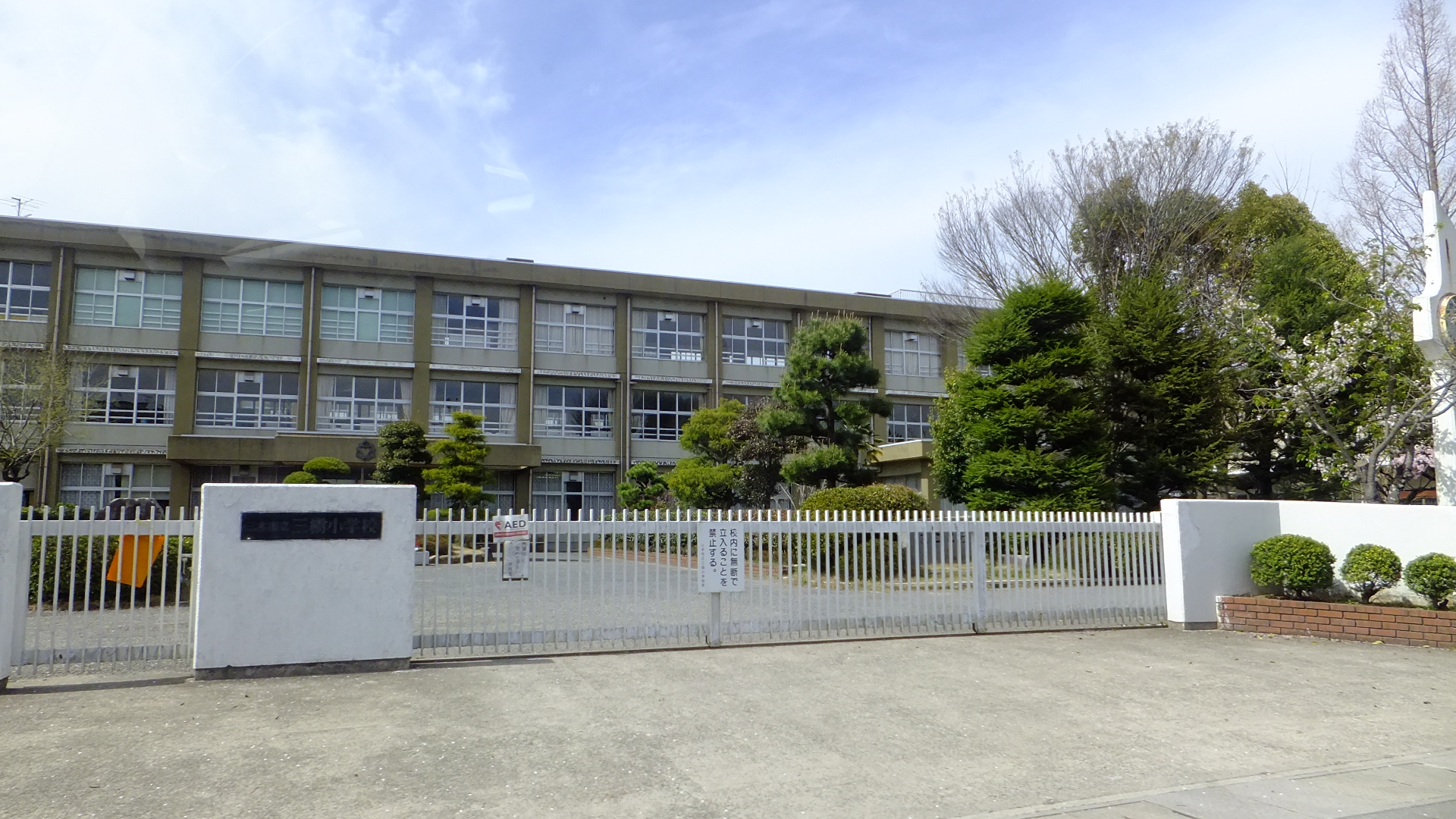
三木市立三樹小学校

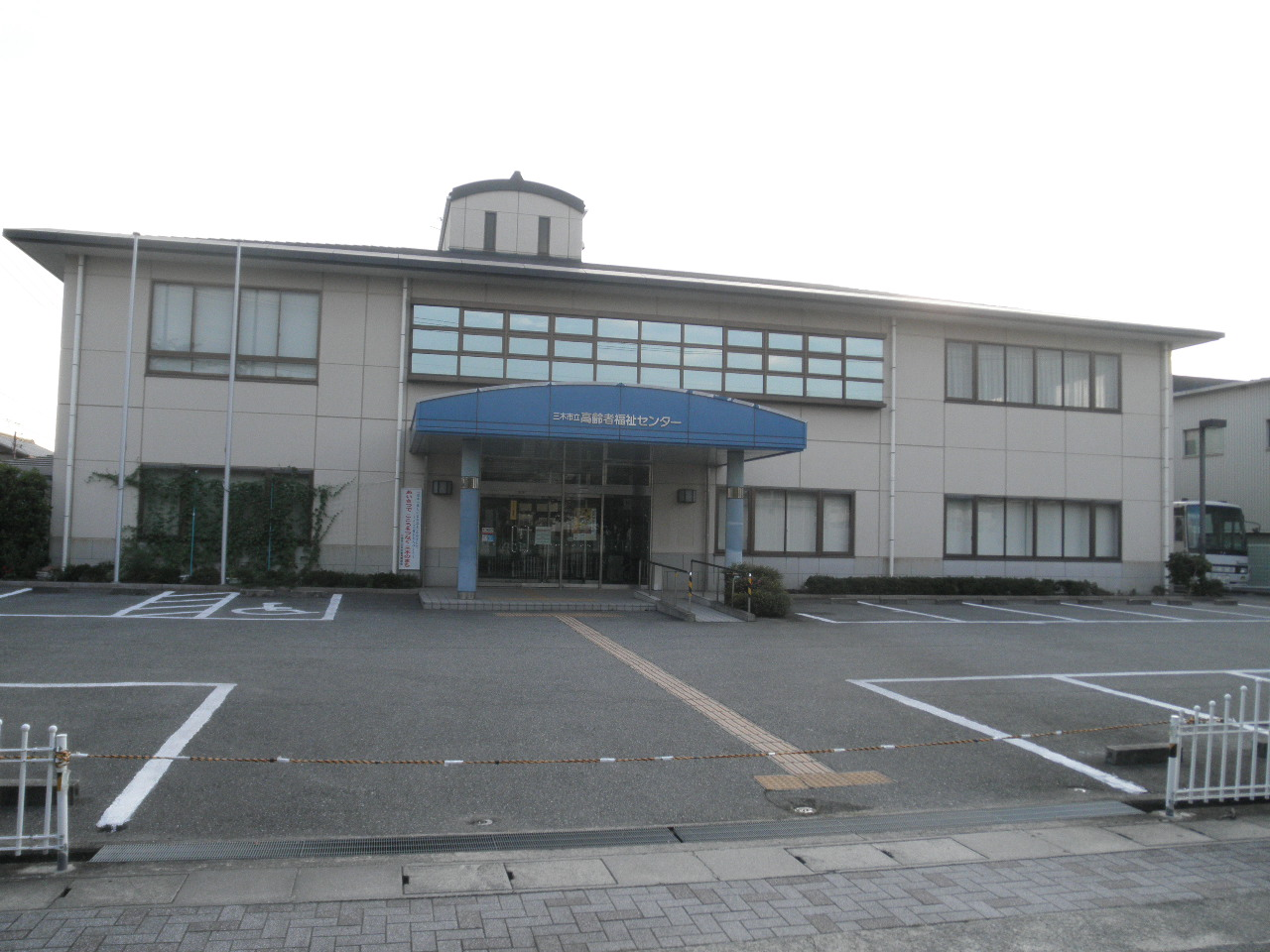
三木市高齢者福祉センター

一丁目
- 三木市立三樹小学校
- 三木市高齢者福祉センター
- 三木市福祉会館
- 三木税務署

二丁目
- 三木市立三木中学校

### 民間事業所

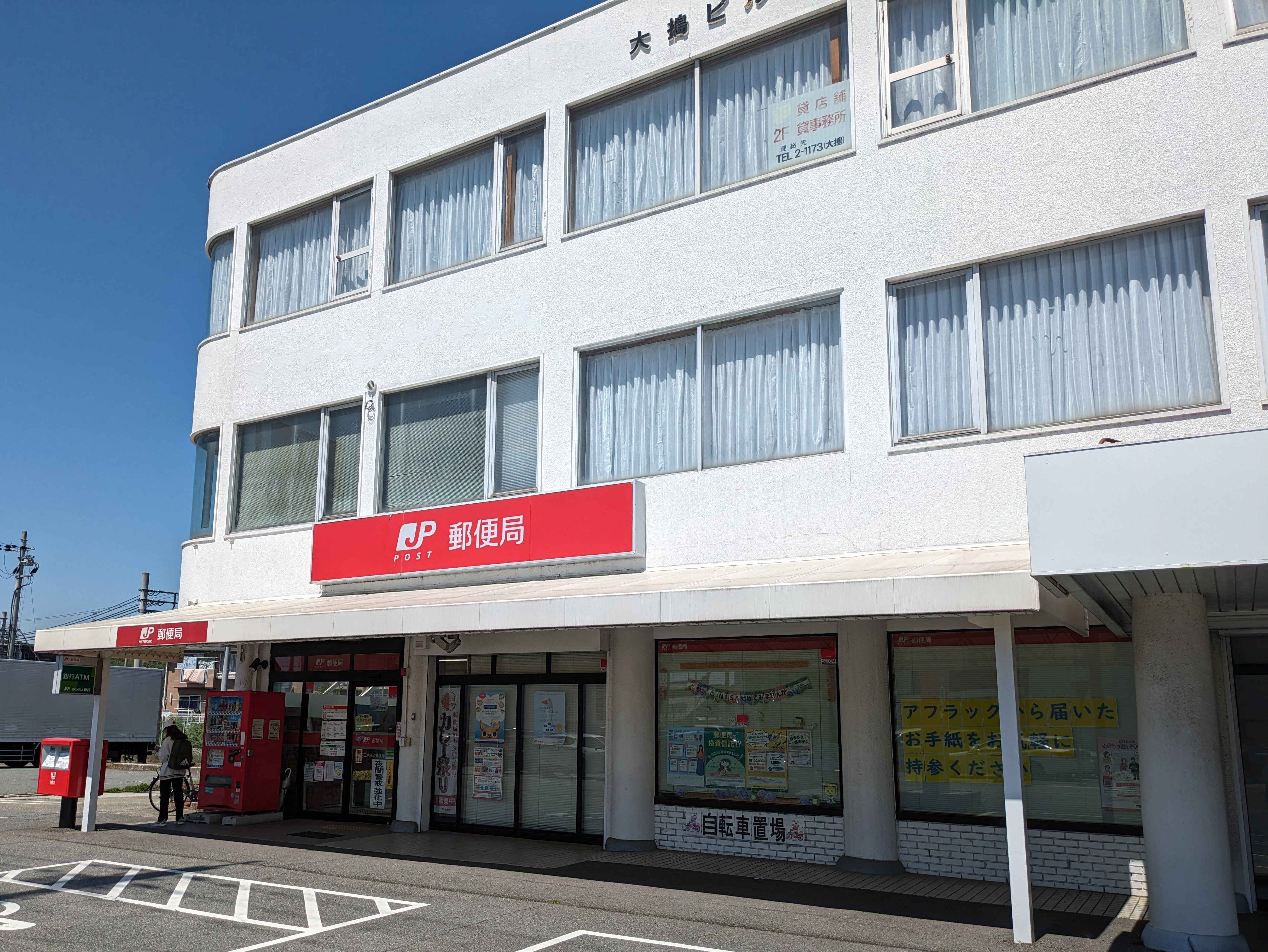
三木末広郵便局

二丁目
- 日本生命保険三木営業所
- 和食さと三木店
- ワークマン三木店
- 山陰合同銀行北播磨支店
- 兵庫県信用組合三木支店
- みきやまクリニック

三丁目
- ジョイフル兵庫三木店
- 但馬銀行三木支店
- ナンバ三木店
- 日本郵便三木末広郵便局
- 姫路信用金庫三木支店
- 兵庫ダイハツ三木店
- ファミリーマート三木末広店
- ほっかほっか亭三木店
- キーポイント三木店
- ユニクロ三木店
- アーバンホテル三木